# Lukačevec
 Lukačevec falu Horvátországban Kapronca-Kőrös megyében. Közigazgatásilag Gornja Rijekához tartozik.

## Fekvése
Kőröstől 12 km-re északnyugatra, községközpontjától  5 km-re délkeletre fekszik.

## Története
A falunak 1857-ben 43, 1910-ben 51 lakosa volt. A  trianoni békeszerződésig Belovár-Kőrös vármegye Körösi járásához tartozott. 2001-ben 25 lakosa volt.

## Külső hivatkozások
- A község hivatalos oldala
- Gornja Rijeka - nemhivatalos oldal